# Lažany, Blansko
Lažany là một làng thuộc huyện Blansko, vùng Jihomoravský, Cộng hòa Séc.